# Sony Ericsson W800
Az Egyesült Királyságban 2005. augusztus 12-én bemutatott W800 Walkman volt az első a Sony Ericsson telefonjai közül, mely használta a Walkman márkanevet. A telefon képes Bluetooth v1.2, infravörös és USB porton kommunikálni.
Nagyon hasonlít a Sony Ericsson K750 telefonra, de annyiban különbözik tőle, hogy eltér a média lejátszására használt szoftvere és megváltozott a kinézete. Lényeges elérés a K750-hez képest, hogy 512 MB-os Memory Stick PRO Duo jár hozzá, bevezették ennél a modellnél a repülő üzemmódot, aminek a használatával minden rádiójelet kikapcsol, s jár hozzá a hordozható sztereó Sony Ericsson HPM-70 hedszet. Utóbbihoz van egy 3.5 mm-es fülhallgató-bemenet, mellyel akármelyik másik, 3,5 mm-es bemenettel rendelkező fülhallgató használható.
Főbb versenytársai a Motorola ROKR E1 iTunes-képes mobil telefonja, utódja, a Motorola ROKR E2, a Nokia N91, a Nokia 3250, és a Samsung SGH-i300 valamint utódja, a Samsung SGH-i310. A Sony Ericsson W800 helyét 2006. áprilisban átvette a Sony Ericsson W700, ahol a memória méretét 256 MB-ra csökkentették, s kivették a kamerából az autófókusz funkciót, s így csökkentették a készülék költségeit. A  W880 eredeti sima fehér színén kívül elérhető más, titán aranynak nevezett színben is. 
A telefon képes MP3 és ACC formátumú médiákat is lejátszani, zene üzemmódban pedig akár 30 óra zenét is le tud játszani. Egy feltöltéssel 400 óra készenlétre és 9 óra hanghívásra képes.

## Kritikája
Bár nagy kapacitású telefon, több, a már a K750-es modellnél is meglévő hiba jellemzi. Legtöbb gond a joystickkal van. Ez visszatérő probléma, több elemzés is foglalkozott ezzel, többen arra a következtetésre jutottak, hogy nehezen használható, s feltételezhető, hogy az idő előrehaladtával károsodik, olyannyira, hogy egyszer csak használhatatlanná válik. A másik a gyártmány minősége, bár fizikailag ellenálló, egy idő után elkezd csikorogni, s tönkremegy, elhasználódik. Bár a dobozból kivéve még jó a képernyő állapota, az ujjlenyomatok meglátszanak rajta, s gyorsan karcolódik, ami arra utal, hogy amennyiben ezzel az oldalával lefelé rakják le, tönkremehet a kijelző. A por könnyen bejuthat a képernyőbe, s ez csökkenti a kép láthatóságát. Mindezek ellenére a készülék népszerű maradt. Ezen kívül a készülék hajlamos saját maga újraindulni, kikapcsolni, leginkább akkor, mikor alvó üzemmódban eltűnik az óra.
Több felhasználó nagy mértékű háttérzajt tapasztalt, mikor a Walkmant alacsony hangerőnél használta. Ez a hiba legelőször egy firmware telepítése után volt érzékelhető. Hivatalos javítás kiadását nem tervezik, de végfelhasználók fejlesztettek ki olyan megoldási módozatokat, melyeket úgy lehet feltelepíteni, hogy közvetlenül kell kapcsolódni a mobiltelefon fájlrendszeréhez.

## Hamis W800
Music Mobile W800c néven Kínában hamis telefonokat találtak. Küllemében hasonlít az SE W800 készülékéhez, de egy kicsit magasabb. A telefon alján lévő Walkman logó horizontálisan el van tolva, a készülék tetején a 'Sony Ericsson' felirat helyén a 'music mobile' olvasható, a szélén pedig 'Walkman' helyett 'Musicvideo' szerepel. A hamis telefonban 1.3 MP-s kamera, FM rádió van, és lehet vele MicroSD kártyákat. A telefon szoftvere szintén mutat némi hasonlóságot az SE W800-éhoz. Az alapértelmezett háttér az alapértelmezett Walkman kép, a főmenű a Sony Ericsson ikonjait használja.

## Változatok
- W800c – a szárazföldi Kínában élőknek
- W800i – Afrika, Amerika, Ázsia, Ausztrália és Európa lakosainak.

## Külső hivatkozások
- A W800 hivatalos honlapja
- Tippek és trükkök
- Témafejlesztő a W800-hoz – regisztráció szükséges.
- Mass Storage Synchronizer – iTunes beépíthető szoftver a Sony Ericsson Walkman telefonokhoz (Windows)
- iTuneMyWalkman – iTunes beépíthető szoftver a Sony Ericsson Walkman telefonokhoz (Mac OS X)
- A Sony Ericsson K750i/W800i használata GNU/Linux rendszerrel
- A C# könyvtár a telefohoz elérhető AT parancsokkal
- Mobile-Review.com zenelejátszós mobiltelefonok összehasonlítása
- Audit from National Vulnerability Database
- Angol nyelvű fórumos segédlet